# Persone di nome Renzo
| Questa pagina contiene informazioni ricavate automaticamente dalle voci biografiche con l'ausilio del template Bio e di un bot. L'aggiornamento è periodico e automatico e ricostruisce completamente la pagina. Se manca una persona in questa lista, sei pregato di non aggiungerla, ma accertati piuttosto che la sua voce biografica contenga il template Bio e che i dati anagrafici siano correttamente compilati. Se il template Bio manca, inseriscilo tu stesso o, in alternativa, metti l'avviso {{tmp\|Bio}} che ne segnala la mancanza. Se i dati riportati sono sbagliati, correggi direttamente la voce biografica; le modifiche saranno visibili in questa lista entro pochi giorni. Per chiarimenti vedi il progetto antroponimi. La lista contiene solo le 250 persone che sono citate nell'enciclopedia e per le quali è stato implementato correttamente il template Bio. Pagina aggiornata al 22 lug 2025. |

Questa è una lista di persone presenti nell'enciclopedia che hanno il nome Renzo, suddivise per attività principale.

## Allenatori di calcio(7)
- Renzo Aldi, allenatore di calcio e ex calciatore italiano (Orbetello, n. 1941)
- Renzo Fadiga, allenatore di calcio e calciatore italiano
- Renzo Gobbo, allenatore di calcio e ex calciatore italiano (Castelfranco Veneto, n. 1961)
- Renzo Magli, allenatore di calcio e calciatore italiano (Bologna, n. 1908 - Firenze, † 1981)
- Renzo Rossi, allenatore di calcio e ex calciatore italiano (Giacciano con Baruchella, n. 1951)
- Renzo Tasso, allenatore di calcio e ex calciatore italiano (Gubbio, n. 1973)
- Renzo Ulivieri, allenatore di calcio e politico italiano (San Miniato, n. 1941)

## Allenatori di pallacanestro(1)
- Renzo Poluzzi, allenatore di pallacanestro e dirigente sportivo italiano (n. 1919 - † 1983)

## Allenatori di pallavolo(1)
- Renzo Del Chicca, allenatore di pallavolo italiano (Livorno, n. 1913 - Parma, † 1995)

## Allenatori di tennis(1)
- Renzo Furlan, allenatore di tennis e ex tennista italiano (Conegliano, n. 1970)

## Ambientalisti(1)
- Renzo Videsott, ambientalista, veterinario e alpinista italiano (Trento, n. 1904 - Torino, † 1974)

## Anarchici(1)
- Renzo Novatore, anarchico, poeta e filosofo italiano (Arcola, n. 1890 - Rivarolo Ligure, † 1922)

## Apneisti(1)
- Renzo Mazzarri, apneista italiano (Portoferraio, n. 1956)

## Arbitri di calcio(5)
- Renzo Candussio, arbitro di calcio italiano (Palmanova, n. 1977)
- Renzo Curradi, arbitro di calcio italiano (Firenze, n. 1906)
- Renzo Massai, arbitro di calcio italiano (Pisa, n. 1910 - Civitavecchia, † 1969)
- Renzo Torelli, arbitro di calcio italiano (Pegognaga, n. 1933 - Milano, † 1996)
- Renzo Vitali, arbitro di calcio italiano (Bologna, n. 1942)

## Arbitri di hockey su ghiaccio(1)
- Renzo Stenico, ex arbitro di hockey su ghiaccio e ex hockeista su ghiaccio italiano (Bolzano, n. 1948)

## Architetti(5)
- Renzo Agosto, architetto italiano (Udine, n. 1930 - Udine, † 2015)
- Renzo Manetti, architetto e scrittore italiano (Firenze, n. 1952)
- Lorenzo Mongiardino, architetto italiano (Genova, n. 1916 - Milano, † 1998)
- Renzo Piano, architetto italiano (Genova, n. 1937)
- Renzo Picasso, architetto, ingegnere e urbanista italiano (Genova, n. 1880 - Genova, † 1975)

## Arcivescovi cattolici(1)
- Renzo Fratini, arcivescovo cattolico italiano (Urbisaglia, n. 1944)

## Artisti(4)
- Renzo Ferrari, artista svizzero (Cadro, n. 1939)
- Renzo Nucara, artista italiano (Crema, n. 1955)
- Renzo Provinciali, artista e avvocato italiano (Parma, n. 1895 - Roma, † 1981)
- Zoren, artista e pittore italiano (Firenze, n. 1907 - Firenze, † 1985)

## Attori(10)
- Renzo Cesana, attore, dialoghista e pubblicitario italiano (Roma, n. 1907 - Hollywood, † 1970)
- Renzo Giovampietro, attore e regista teatrale italiano (Velletri, n. 1924 - Roma, † 2006)
- Renzo Marignano, attore cinematografico italiano (Genova, n. 1923 - Genova, † 1987)
- Renzo Martini, attore italiano (Venezia, n. 1938 - Venezia, † 2019)
- Renzo Merusi, attore e regista italiano (Collecchio, n. 1914 - Roma, † 1996)
- Renzo Montagnani, attore e doppiatore italiano (Alessandria, n. 1930 - Roma, † 1997)
- Renzo Ozzano, attore e giornalista italiano (Torino, n. 1934 - Torino, † 2017)
- Renzo Ricci, attore e regista teatrale italiano (Firenze, n. 1899 - Milano, † 1978)
- Renzo Rinaldi, attore italiano (Viareggio, n. 1941 - Roma, † 2004)
- Renzo Stacchi, attore, doppiatore e direttore del doppiaggio italiano (Roma, n. 1944)

## Avvocati(2)
- Renzo Gattegna, avvocato italiano (Roma, n. 1939 - Roma, † 2020)
- Renzo Ravenna, avvocato e politico italiano (Ferrara, n. 1893 - Ferrara, † 1961)

## Bobbisti(3)
- Renzo Alverà, bobbista italiano (Cortina d'Ampezzo, n. 1933 - Cortina d'Ampezzo, † 2005)
- Renzo Caldara, bobbista italiano (Cortina d'Ampezzo, n. 1943)
- Renzo Menardi, bobbista e politico italiano (Cortina d'Ampezzo, n. 1925 - † 2001)

## Calciatori(42)
- Renzo Amadesi, calciatore italiano (La Spezia, n. 1915 - Parma, † 2005)
- Renzo Azaghi, calciatore italiano (Milano, n. 1896 - Milano, † 1965)
- Renzo Bacchia, calciatore uruguaiano (Montevideo, n. 1999)
- Renzo Bartolozzi, calciatore italiano (Firenze, n. 1925)
- Renzo Bettini, calciatore e allenatore di calcio italiano (Ostiglia, n. 1913 - Agordo, † 1954)
- Renzo Biondani, calciatore italiano (Mantova, n. 1931 - Mantova, † 2010)
- Renzo Bragoni, ex calciatore italiano (Villafranca in Lunigiana, n. 1924)
- Renzo Burini, calciatore e allenatore di calcio italiano (Palmanova, n. 1927 - Milano, † 2019)
- Renzo Cappellaro, calciatore e allenatore di calcio italiano (Vicenza, n. 1937 - Vicenza, † 2014)
- Renzo Cavallina, calciatore e allenatore di calcio italiano (Ferrara, n. 1921 - Parma, † 2002)
- Renzo Chiodi, calciatore e allenatore di calcio italiano (Alessandria, n. 1920)
- Renzo De Vecchi, calciatore e allenatore di calcio italiano (Milano, n. 1894 - Milano, † 1967)
- Renzo Fantazzi, calciatore e allenatore di calcio italiano (Modena, n. 1942 - Fanano, † 2020)
- Renzo Garcés, calciatore peruviano (Pucallpa, n. 1996)
- Renzo Garlaschelli, ex calciatore italiano (Vidigulfo, n. 1950)
- Renzo Giampaoli, calciatore argentino (Bombal, n. 2000)
- Renzo Giovannoni, calciatore italiano (Firenze, n. 1918)
- Renzo Gobbi, calciatore italiano (Vigevano, n. 1915 - Vigevano, † 1969)
- Renzo Longhi, calciatore italiano (Mantova, n. 1936 - Monza, † 2023)
- Renzo López, calciatore uruguaiano (Montevideo, n. 1994)
- Renzo Machado, calciatore uruguaiano (Rocha, n. 2005)
- Renzo Malanca, calciatore argentino (Guaymallén, n. 2003)
- Renzo Merlin, calciatore e allenatore di calcio italiano (Milano, n. 1923 - † 2003)
- Renzo Monti, calciatore italiano (Casale Monferrato, n. 1919)
- Renzo Orihuela, calciatore uruguaiano (Salto, n. 2001)
- Renzo Paparelli, calciatore argentino (Corral de Bustos, n. 1997)
- Renzo Pini, calciatore italiano (Viareggio, n. 1919 - Viareggio, † 1996)
- Renzo Rabino, calciatore uruguaiano (Young, n. 1997)
- Renzo Ragonesi, ex calciatore e allenatore di calcio italiano (Bologna, n. 1943)
- Renzo Ramírez, calciatore uruguaiano (Montevideo, n. 1996)
- Renzo Revoredo, calciatore peruviano (Lima, n. 1986)
- Renzo Omar Ruggiero, ex calciatore argentino (Rosario, n. 1983)
- Renzo Saravia, calciatore argentino (Villa de María, n. 1993)
- Renzo Sassi, calciatore e allenatore di calcio italiano (Parma, n. 1929 - Roma, † 2018)
- Renzo Selmo, ex calciatore italiano (Verona, n. 1938)
- Renzo Suozzi, calciatore italiano (Torino, n. 1922 - Torino, † 2017)
- Renzo Tesuri, calciatore argentino (Gualeguaychú, n. 1998)
- Renzo Tonghini, ex calciatore italiano (Buscoldo, n. 1952)
- Renzo Uzzecchini, calciatore e allenatore di calcio italiano (Sestri Levante, n. 1935 - Sestri Levante, † 2022)
- Renzo Vandelli, calciatore italiano (Modena, n. 1907 - Modena, † 1944)
- Renzo Venturi, calciatore italiano (Portogruaro, n. 1928 - Firenze, † 2014)
- Renzo Zambrano, calciatore venezuelano (Aragua de Maturín, n. 1994)

## Canottieri(3)
- Renzo Bulgarello, canottiere italiano (Guarda Veneta, n. 1948 - Guarda Veneta, † 2020)
- Renzo Sambo, canottiere italiano (Treviso, n. 1942 - Cesiomaggiore, † 2009)
- Renzo Vestrini, canottiere e pittore italiano (Firenze, n. 1906 - Maracaibo, † 1976)

## Cantautori(4)
- Renzo Arbore, cantautore, disc jockey e autore televisivo italiano (Foggia, n. 1937)
- Renzo Gallo, cantautore, cabarettista e produttore discografico italiano (Settimo Torinese, n. 1928 - Torino, † 2012)
- Renzo Rubino, cantautore italiano (Taranto, n. 1988)
- Renzo Zenobi, cantautore e paroliere italiano (Roma, n. 1948)

## Cestisti(5)
- Renzo Bariviera, ex cestista italiano (Cimadolmo, n. 1949)
- Renzo Ranuzzi, cestista e allenatore di pallacanestro italiano (Bologna, n. 1924 - Bologna, † 2014)
- Renzo Semprini, ex cestista italiano (Rimini, n. 1972)
- Renzo Tombolato, ex cestista italiano (Cittadella, n. 1955)
- Renzo Vecchiato, ex cestista e dirigente sportivo italiano (Trieste, n. 1955)

## Chirurghi(2)
- Renzo Dionigi, chirurgo e storico italiano (Milano, n. 1940)
- Renzo Pecco, chirurgo e canottiere italiano (Como, n. 1900 - Como, † 1975)

## Ciclisti su strada(5)
- Renzo Accordi, ciclista su strada italiano (Correzzo di Gazzo Veronese, n. 1930 - Vergobbio di Cuveglio, † 2005)
- Renzo Fontona, ex ciclista su strada italiano (Riccò del Golfo, n. 1939)
- Renzo Mazzoleni, ex ciclista su strada italiano (Bergamo, n. 1977)
- Renzo Soldani, ciclista su strada italiano (Cireglio, n. 1925 - Prato, † 2013)
- Renzo Zanazzi, ciclista su strada italiano (Gazzuolo, n. 1924 - Milano, † 2014)

## Compositori(3)
- Renzo Rinaldo Bossi, compositore italiano (Como, n. 1883 - Milano, † 1965)
- Renzo Massarani, compositore italiano (Mantova, n. 1898 - Rio de Janeiro, † 1975)
- Renzo Rossellini, compositore e critico musicale italiano (Roma, n. 1908 - Monaco, † 1982)

## Critici cinematografici(1)
- Renzo Renzi, critico cinematografico, storico del cinema e saggista italiano (Rubiera, n. 1919 - Bologna, † 2004)

## Dirigenti sportivi(5)
- Renzo Castagnini, dirigente sportivo e ex calciatore italiano (Reggello, n. 1956)
- Renzo Corni, dirigente sportivo, allenatore di calcio e ex calciatore italiano (Ravarino, n. 1944)
- Renzo Melani, dirigente sportivo, allenatore di calcio e calciatore italiano (Fucecchio, n. 1941)
- Renzo Nostini, dirigente sportivo e schermidore italiano (Roma, n. 1914 - Roma, † 2005)
- Renzo Rovatti, dirigente sportivo e ex calciatore italiano (Milano, n. 1939)

## Disegnatori(1)
- Renzo Pecchenino, disegnatore cileno (Ottone, n. 1934 - Viña del Mar, † 1988)

## Economisti(1)
- Renzo Fubini, economista italiano (Milano, n. 1904 - Auschwitz, † 1944)

## Editori(1)
- Renzo Villa, editore, conduttore televisivo e autore televisivo italiano (Luino, n. 1941 - Varese, † 2010)

## Esploratori(1)
- Renzo Manzoni, esploratore italiano (Brusuglio, n. 1852 - Roma, † 1918)

## Farmacisti(1)
- Renzo Belli, farmacista italiano (Castellarano, n. 1945 - Modena, † 2022)

## Filosofi(1)
- Renzo Raggiunti, filosofo italiano (Viareggio, n. 1916 - Viareggio, † 2007)

## Fisarmonicisti(1)
- Renzo Ruggieri, fisarmonicista italiano (Roseto degli Abruzzi, n. 1965)

## Fisici(1)
- Renzo Morchio, fisico italiano (Genova, n. 1924)

## Fondisti(1)
- Renzo Chiocchetti, fondista italiano (Moena, n. 1945 - Moena, † 2020)

## Fotografi(2)
- Renzo Chiesa, fotografo italiano (Casalmaggiore, n. 1951)
- Renzo Tortelli, fotografo italiano (Potenza Picena, n. 1926 - Civitanova Marche, † 2019)

## Fumettisti(3)
- Renzo Calegari, fumettista italiano (Genova, n. 1933 - Genova, † 2017)
- Renzo Orrù, fumettista, illustratore e pittore italiano (San Nicolò Gerrei, n. 1931 - Cagliari, † 2013)
- Renzo Restani, fumettista e pittore italiano (Genova, n. 1928 - Genova, † 2002)

## Generali(3)
- Renzo degli Anguillara, generale italiano (Ceri - Blera, † 1536)
- Renzo Chierici, generale e prefetto italiano (Reggio Emilia, n. 1895 - Treviso, † 1943)
- Renzo Montagna, generale italiano (Santa Giuletta, n. 1894 - Voghera, † 1978)

## Giavellottisti(1)
- Renzo Cramerotti, ex giavellottista italiano (Trento, n. 1947)

## Giocatori di beach volley(1)
- Renzo Cairus, giocatore di beach volley uruguaiano (Montevideo, n. 1990)

## Giornalisti(7)
- Renzo Allegri, giornalista, saggista e critico musicale italiano (Verona, n. 1934)
- Renzo Ildebrando Bocchi, giornalista, poeta e partigiano italiano (Parma, n. 1913 - Flossenbürg, † 1944)
- Renzo Foa, giornalista italiano (Torino, n. 1946 - Roma, † 2009)
- Renzo Magosso, giornalista, scrittore e ex hockeista su ghiaccio italiano (Milano, n. 1947)
- Renzo Nissim, giornalista, pianista e compositore italiano (Firenze, n. 1907 - Roma, † 1997)
- Renzo Ricchi, giornalista, scrittore e poeta italiano (Nettuno, n. 1936)
- Renzo Segala, giornalista italiano (n. 1905 - † 1961)

## Hockeisti su pista(1)
- Renzo Zaffinetti, ex hockeista su pista italiano (Novara, n. 1939)

## Imprenditori(3)
- Renzo Bompani, imprenditore e dirigente sportivo italiano (Modena, n. 1919 - Modena, † 1988)
- Renzo Fossati, imprenditore e dirigente sportivo italiano (Genova, n. 1931 - Genova, † 2016)
- Renzo Salvarani, imprenditore italiano (Parma, n. 1926 - Parma, † 2021)

## Incisori(1)
- Renzo Zattoni, incisore italiano (Forlì, n. 1924 - Forlì, † 2009)

## Informatici(1)
- Renzo Davoli, informatico e hacker italiano (Bologna, n. 1964)

## Ingegneri(1)
- Renzo Rivolta, ingegnere e imprenditore italiano (Desio, n. 1908 - Milano, † 1966)

## Maestri di scherma(1)
- Renzo Musumeci Greco, maestro di scherma italiano (Roma, n. 1952)

## Mafiosi(1)
- Renzo Danesi, mafioso italiano (Roma, n. 1955)

## Medici(3)
- Renzo Berti, medico e politico italiano (Pistoia, n. 1957)
- Renzo Canestrari, medico e psicologo italiano (Piagge, n. 1924 - Bologna, † 2017)
- Renzo Mantero, medico e scrittore italiano (Portovenere, n. 1930 - Pietra Ligure, † 2012)

## Mezzofondisti(1)
- Renzo Finelli, ex mezzofondista e allenatore di atletica leggera italiano (Anzola dell'Emilia, n. 1945)

## Militari(3)
- Renzo Bertoni, militare italiano (Revere, n. 1907 - Calaceite, † 1938)
- Renzo Rocca, militare e agente segreto italiano (Alba, n. 1910 - Roma, † 1968)
- Renzo Rosati, militare italiano (Assisi, n. 1962 - Castel Madama, † 1988)

## Montatori(1)
- Renzo Barzizza, montatore, regista televisivo e produttore cinematografico italiano (Milano, n. 1935 - Erba, † 2024)

## Nuotatori(1)
- Renzo Tjon-A-Joe, nuotatore surinamese (n. 1995)

## Operai(1)
- Renzo Suriani, operaio italiano (Avigliana, n. 1923 - Gusen, † 1945)

## Partigiani(1)
- Renzo Cattaneo, partigiano italiano (Collegno, n. 1927 - Moncalieri, † 1944)

## Piloti automobilistici(2)
- Renzo Castagneto, pilota automobilistico e dirigente sportivo italiano (Verona, n. 1891 - Sanremo, † 1971)
- Renzo Zorzi, pilota automobilistico italiano (Ziano di Fiemme, n. 1946 - Magenta, † 2015)

## Piloti motociclistici(1)
- Renzo Pasolini, pilota motociclistico italiano (Rimini, n. 1938 - Monza, † 1973)

## Pittori(11)
- Renzo Baraldi, pittore e scultore italiano (Carpi, n. 1911 - Firenze, † 1961)
- Renzo Bergamo, pittore italiano (Portogruaro, n. 1934 - Milano, † 2004)
- Renzo Biasion, pittore, incisore e critico d'arte italiano (Treviso, n. 1914 - Firenze, † 1996)
- Renzo Bongiovanni Radice, pittore italiano (Palazzolo Milanese, n. 1899 - Milano, † 1970)
- Renzo De Alexandris, pittore italiano (Asti, n. 1914 - Asti, † 2008)
- Renzo Eusebi, pittore e scultore italiano (Patrignone, n. 1946)
- Renzo Lupo Berghini, pittore italiano (Urbino, n. 1913 - Sarzana, † 2002)
- Renzo Marcato, pittore italiano (Marcon, n. 1927 - Noale, † 2014)
- Renzo Orvieto, pittore, scultore e partigiano italiano (Torino, n. 1922 - Sanremo, † 1999)
- Renzo Tubaro, pittore e disegnatore italiano (Codroipo, n. 1925 - Udine, † 2002)
- Renzo Vespignani, pittore, illustratore e scenografo italiano (Roma, n. 1924 - Roma, † 2001)

## Poeti(5)
- Renzo Francescotti, poeta e scrittore italiano (Cles, n. 1938 - Trento, † 2025)
- Renzo Modesti, poeta e critico d'arte italiano (Como, n. 1920 - Milano, † 1993)
- Renzo Nanni, poeta e scrittore italiano (Livorno, n. 1921 - Aprilia, † 2004)
- Renzo Paris, poeta, scrittore e critico letterario italiano (Celano, n. 1944)
- Renzo Pezzani, poeta e scrittore italiano (Parma, n. 1898 - Castiglione Torinese, † 1951)

## Politici(34)
- Renzo Antolini, politico italiano (Negrar, n. 1953)
- Renzo Antoniazzi, politico e sindacalista italiano (Gerre de' Caprioli, n. 1930 - Cremona, † 2005)
- Renzo Bardelli, politico italiano (Bottegone, n. 1937 - Pistoia, † 2018)
- Renzo Bonazzi, politico italiano (Reggio nell'Emilia, n. 1925 - Reggio nell'Emilia, † 2010)
- Renzo Caramaschi, politico italiano (Bolzano, n. 1946)
- Renzo Carella, politico italiano (Carpineto Romano, n. 1951)
- Renzo de' Vidovich, politico e giornalista italiano (Zara, n. 1934 - Trieste, † 2024)
- Renzo Eligio Filippi, politico italiano (Portogruaro, n. 1935 - † 2001)
- Renzo Forma, politico italiano (Castellamonte, n. 1916 - Castellamonte, † 2005)
- Renzo Franzo, politico italiano (Palestro, n. 1914 - Pietra Ligure, † 2018)
- Renzo Gubert, politico italiano (Primiero, n. 1944)
- Renzo Helfer, politico italiano (Mezzolombardo, n. 1914 - † 1991)
- Renzo Imbeni, politico italiano (Modena, n. 1944 - Bologna, † 2005)
- Renzo Innocenti, politico e sindacalista italiano (Pistoia, n. 1950)
- Renzo Laconi, politico italiano (Sant'Antioco, n. 1916 - Catania, † 1967)
- Renzo Lusetti, politico e dirigente d'azienda italiano (Castelnovo di Sotto, n. 1958)
- Renzo Marangon, politico italiano (Porto Tolle, n. 1955)
- Renzo Masoero, politico italiano (Vercelli, n. 1964)
- Renzo Michelini, politico italiano (Rovereto, n. 1940)
- Renzo Muratore, politico italiano (Genova, n. 1939)
- Renzo Pascolat, politico italiano (Aquileia, n. 1940 - † 2023)
- Renzo Patria, politico italiano (Frugarolo, n. 1933 - Alessandria, † 2019)
- Renzo Penna, politico italiano (Alessandria, n. 1947)
- Renzo Pigni, politico e partigiano italiano (Fagnano Olona, n. 1925 - Como, † 2019)
- Renzo Sacco, politico italiano (Merlara, n. 1944 - Padova, † 2023)
- Renzo Santini, politico italiano (Ferrara, n. 1929 - Faenza, † 2001)
- Renzo Sclavi, politico italiano (Canneto Pavese, n. 1923 - Stradella, † 2018)
- Renzo Silvestri, politico e avvocato italiano (Ripi, n. 1919 - † 2000)
- Renzo Testolin, politico italiano (Aosta, n. 1968)
- Renzo Tondo, politico italiano (Tolmezzo, n. 1956)
- Renzo Tosolini, politico italiano (Abbazia, n. 1944)
- Renzo Travanut, politico italiano (Aquileia, n. 1946)
- Renzo Trivelli, politico italiano (Livorno, n. 1925 - Roma, † 2015)
- Renzo Zaffanella, politico italiano (Cremona, n. 1929 - Cremona, † 2020)

## Presbiteri(1)
- Renzo Cilia, presbitero, musicista e direttore di coro maltese (Pawla, n. 1945)

## Procuratori sportivi(1)
- Renzo Contratto, procuratore sportivo e ex calciatore italiano (Borgaro Torinese, n. 1959)

## Produttori cinematografici(1)
- Renzo Rossellini, produttore cinematografico e regista italiano (Roma, n. 1941)

## Registi(5)
- Renzo Cerrato, regista, produttore televisivo e attore italiano (Roccavignale, n. 1920 - Frascati, † 2013)
- Renzo Maietto, regista e sceneggiatore italiano (Milano, n. 1939)
- Renzo Martinelli, regista e sceneggiatore italiano (Cesano Maderno, n. 1948)
- Renzo Ragazzi, regista italiano (Ferrara, n. 1929 - Ferrara, † 2010)
- Renzo Russo, regista e sceneggiatore italiano

## Registi teatrali(2)
- Renzo Martinelli, regista teatrale italiano
- Renzo Vescovi, regista teatrale italiano (Mantova, n. 1941 - Bergamo, † 2005)

## Rugbisti a 15(1)
- Renzo Maffioli, rugbista a 15 e allenatore di rugby a 15 italiano (Milano, n. 1908)

## Saggisti(1)
- Renzo S. Crivelli, saggista, giornalista e scrittore italiano (Novara, n. 1945)

## Sceneggiatori(2)
- Renzo Avanzo, sceneggiatore, produttore cinematografico e attore italiano (Roma, n. 1911 - Roma, † 1989)
- Renzo Tarabusi, sceneggiatore italiano (Firenze, n. 1906 - Firenze, † 1968)

## Schermidori(2)
- Renzo Agresta, schermidore brasiliano (San Paolo, n. 1985)
- Renzo Minoli, schermidore italiano (Milano, n. 1904 - Milano, † 1965)

## Sciatori alpini(1)
- Renzo Zandegiacomo, ex sciatore alpino italiano (Cortina d'Ampezzo, n. 1944)

## Scrittori(6)
- Renzo Barbieri, scrittore, sceneggiatore e editore italiano (Milano, n. 1930 - Milano, † 2007)
- Renzo Chiosso, scrittore, drammaturgo e sceneggiatore italiano (Torino, n. 1877 - Torino, † 1949)
- Renzo Cigoi, scrittore italiano (Trieste, n. 1931)
- Renzo Moschini, scrittore e politico italiano (Pisa, n. 1935)
- Renzo Rosso, scrittore, drammaturgo e sceneggiatore italiano (Trieste, n. 1926 - Tivoli, † 2009)
- Renzo Zorzi, scrittore italiano (Verona, n. 1921 - Albisano, † 2010)

## Scultori(1)
- Renzo Zacchetti, scultore italiano (Milano, n. 1901 - Imperia Oneglia, † 1988)

## Sollevatori(1)
- Renzo Grandi, sollevatore italiano (Mantova, n. 1934 - Milano, † 1982)

## Stilisti(1)
- Renzo Rosso, stilista, imprenditore e dirigente sportivo italiano (Brugine, n. 1955)

## Storici(4)
- Renzo Cresti, storico e musicista italiano (Firenze, n. 1953)
- Renzo De Felice, storico italiano (Rieti, n. 1929 - Roma, † 1996)
- Renzo Del Carria, storico italiano (Firenze, n. 1924 - Firenze, † 2010)
- Renzo Zagnoni, storico italiano (Cascina, n. 1953)

## Storici dell'architettura(1)
- Renzo Dubbini, storico dell'architettura italiano (Padova, n. 1950)

## Tennisti(1)
- Renzo Olivo, tennista argentino (Rosario, n. 1992)

## Tenori(1)
- Renzo Mori, tenore italiano (Milano, n. 1890 - Milano, † 1962)

## Tiratori a segno(1)
- Renzo Morigi, tiratore a segno italiano (Ravenna, n. 1895 - Bologna, † 1962)

## Violisti(1)
- Renzo Sabatini, violista italiano (Cagliari, n. 1905 - Roma, † 1973)

## Zoologi(1)
- Renzo Nobili, zoologo italiano (Ponteccio, n. 1930 - Pisa, † 1995)

## Senza attività specificata(1)
- Renzo Bossi, ex politico italiano (Varese, n. 1988)